# Myrmecia mandibularis
Myrmecia mandibularis är en myrart som beskrevs av Smith 1858. Myrmecia mandibularis ingår i släktet bulldoggsmyror, och familjen myror. Inga underarter finns listade i Catalogue of Life.